# Tom Parker
Andreas Cornelis «Dries» van Kuijk (Breda, Países Bajos, 26 de junio de 1909 - Las Vegas, Nevada, 21 de enero de 1997), más conocido como «Coronel» Tom Parker, fue un mánager y promotor de conciertos estadounidense de origen neerlandés conocido por ser el mánager del cantante Elvis Presley desde 1955 hasta el fallecimiento de este en 1977.
Su trabajo como mánager de Elvis Presley fue considerado como un elemento central del éxito asombroso de la carrera del cantante. De hecho, Parker se caracterizó por una dedicación tenaz para defender los intereses de su cliente y la rentabilidad de su imagen, ganando más que el 10% tradicional de las rentas generadas por Presley (alcanzando el 50% para el final de la vida de Elvis), y dirigió el ascenso de Presley como superestrella del rock.
A la misma vez empezó a aprovecharse de las ganancias del cantante, y empezó a tomar decisiones que gradualmente iban en contra de los deseos de Elvis sobre su carrera, como impedir que viajase internacionalmente, la cual contribuyó a potenciar su estilo poco saludable de vivir que acabó con su muerte en 1977.
En los años 80, tras la muerte de Elvis, fue demandado por administración fraudulenta en perjuicio de su cliente, hecho que finalizó con un acuerdo extrajudicial.

## Carrera
Andreas Cornelis van Kuijk nació en Breda, Países Bajos, en el año 1909, dedicándose en su infancia a atraer público a espectáculos de circo en su ciudad natal. En su adolescencia viajó a Róterdam para trabajar en dicho puerto. Ansioso de mejorar su fortuna, van Kuijk aprovechó un viaje marítimo de la embarcación donde trabajaba para escaparse a Estados Unidos, instalándose allí a los 17 años como inmigrante ilegal y trabajando por un tiempo en un circo ambulante, pero tras unos meses retornó a Holanda. Durante muchos años alegó ser natural de los Estados Unidos, pero finalmente se descubrió que había nacido en Países Bajos. 
En su ciudad natal, van Kuijk siguió trabajando en pequeños empleos, sumido en la pobreza, lo cual le determinó a retomar sus ansias de volver a Estados Unidos. A los 20 años van Kuijk se vio envuelto en una investigación criminal, tal vez como sospechoso o como testigo, lo cual le motivó a huir a Estados Unidos de modo ilegal en 1929. De inmediato van Kuijk se enroló en el Ejército de los Estados Unidos adoptando el nombre de Tom Parker y ocultando su condición de inmigrante ilegal. Tras dos años de servicio, desertó de su batallón y fue por eso arrestado y luego expulsado del ejército. 
Después de 1931 se dedicó nuevamente a trabajar en circos y entretenimiento, así como en varios empleos menudos. Se casó en 1935 con Marie Francis Mott (1908-1986) quien ya tenía un hijo de un matrimonio anterior. Parker viajaba con su esposa por todo el país en busca de trabajo y desde 1938 fue contratado para atraer público a los espectáculos del cantante y crooner Gene Austin, cuya carrera se hallaba ya sólidamente establecida a fines de la década de 1930. 
Después de esta experiencia, empezó a trabajar de modo permanente como promotor de música a finales de los años 40, trabajando con cantantes populares como Minnie Pearl, y Eddy Arnold, primero solo promocionando apariciones y recitales, y luego dedicándose a la publicidad de cantantes a gran escala en radio y prensa, lo cual le sacó definitivamente de la pobreza. Parker recibió el título honorario de “coronel” de la Milicia Estatal de Louisiana en 1948, por parte de Jimmie Davis, gobernador del Estado de Luisiana, a cambio del trabajo publicitario que Parker hizo en la campaña electoral de Davis, usando desde entonces ese título como parte de su nombre artístico: coronel Parker.

## Mánager de Elvis Presley

### Despegue mediático
El 18 de agosto de 1955, Parker -ya firmemente establecido como mánager musical- firmó un contrato con Elvis Presley para ser su representante y mánager oficial, en una época en la que Presley era un talentoso y prometedor cantante del nuevo ritmo denominado rock and roll, pero sin ser realmente una gran estrella musical. Parker firmó un contrato con la discográfica RCA para comprar a Presley los derechos de grabación de sus canciones por $40.000 (que incluyeron $5000 que iban directamente a Elvis como prima), una suma considerable por ese tiempo. Con su primer contrato con RCA, Presley grabó en enero de 1956 el tema Heartbreak Hotel y así pasó de ser un cantante promesa a una verdadera celebridad de la canción.
De inmediato Elvis Presley empezó su carrera como gran estrella del rock y Parker pronto se percató de que el carisma personal y dominio escénico de Elvis le dirigían a un nuevo medio de comunicación de masas, la televisión. Parker trabajó entonces duramente para conseguir presentaciones de Elvis en el show televisivo de Milton Berle y luego en El show de Ed Sullivan, a la vez que contrataba a fabricantes de merchandising para que promocionasen el nombre de Elvis como si fuera una marca comercial, con lo cual a finales de 1956 Elvis había generado cerca de 22 millones de dólares en rentas, más que cualquier otro cantante ese año. 
Parker consiguió que Elvis diera una serie de conciertos en Las Vegas, pero éstos no tuvieron éxito en una ciudad con un público ciertamente adinerado pero de mediana edad y escasamente aficionado al rock and roll, ante lo cual Parker contactó con Paramount Pictures para que Elvis participara en un total de siete películas (considerando que en esos años uno de los principales intereses de Presley era actuar). En octubre de 1956 Elvis lanzó su cuarto single, llamado Love Me Tender, y aseguró un nuevo éxito en ventas para todo el año 1957, en paralelo con las películas filmadas con Paramount, mientras su popularidad entre el público estadounidense era ya elevadísima; aun así Parker todavía dudaba de que la gran fama de Elvis durase mucho tiempo, tras haber visto a lo largo de su experiencia a muchos artistas llegando al estrellato para luego quedar olvidados en pocos años.
Una muestra de la influencia de Parker fue convencer a Elvis de aceptar el servicio militar al cual fue enrolado en enero de 1958 por el ejército estadounidense, alegando que convendría a la carrera de Presley mostrarse como un hombre común y evitar un tratamiento especial que perjudicase su imagen pública y su música. Parker también se opuso enérgicamente a que Elvis grabase canciones en Alemania Occidental (donde estaba la guarnición a la que fue destinado) para evitar que contratara allí otro mánager, y luchó tenazmente por mantener el interés del gran público sobre Elvis durante su estancia en el ejército. Para lograrlo, Parker difundía noticias sobre las actividades diarias de Elvis, mensajes personales para sus fanáticos, historias superficiales (como la del corte de cabello al cual debió someterse el artista en su guarnición), o avisos totalmente falsos (como la oferta para que Elvis tuviese su propio show de televisión a su retorno). Aun así, Parker temía que Elvis decidiera contratar otro mánager, o que a su vuelta de Alemania hubiera perdido el favor del público.

## Auge y dificultades
Cuando en enero de 1960 Elvis terminó su servicio militar y volvió de Alemania, Parker había preparado un programa especial de televisión en la cadena ABC para darle la bienvenida, el show fue titulado Welcome Home Elvis y contó con la participación de Frank Sinatra, aunque Parker cuidó de que éste recibiera un pago mucho menor al de Elvis, en revancha por anteriores opiniones de Sinatra contra el rock and roll. A partir de esa fecha Parker influyó en Elvis para que éste se concentre en rodar películas a una escala impresionante, actuando en hasta tres filmes al año (todos con Elvis en rol principal), de modo que los cines estadounidenses tuviesen frecuentemente en cartelera a películas protagonizadas por Presley.
En paralelo, Parker desanimó a Presley de su proyecto de ofrecer grandes conciertos en vivo, al punto que a mediados de 1961 Elvis abandonó las presentaciones para dedicarse a actuar. Parker observó que la presencia de Elvis en varios filmes era una segura fuente de ingresos durante muchos años, hasta que el público empezó a reaccionar desfavorablemente. Desde 1964 inició en los Estados Unidos la creciente influencia del rock británico, mientras que paralelamente las películas de Presley lentamente perdían popularidad, debido principalmente a la repetida fórmula de los guiones aunque Elvis continuaba grabando tres discos anuales para RCA. Hacia 1966 parecía evidente que el esquema de negocio de Parker, basado en explotar la presencia de Elvis en filmes de Hollywood, estaba llegando a su fin. 
En simultáneo, Parker había decidido por muchos años reducir al máximo los costos de su cliente, impidiendo que Elvis ejecutase giras de conciertos con contacto masivo ante sus seguidores. Cuando en 1966 los ingresos de Elvis bajaron al reducirse el interés del público por sus películas, Parker sugirió un gran golpe publicitario para devolver protagonismo a su cliente: un matrimonio con Priscilla Beaulieu, pareja y conviviente de Elvis durante casi 10 años, tomando como ejemplo el alto impacto en la prensa de esos días por el matrimonio de Frank Sinatra con la actriz Mia Farrow. Elvis aceptó la idea de Parker y se casó con Priscilla Beaulieu en la primavera de 1967, atrayendo de nuevo la atención mediática.
Poco después Parker aceptó la necesidad de hacer cambios en el esquema de negocios de Elvis, pero se opuso tajantemente a la idea de Presley de recurrir a grandes conciertos en el extranjero, a diferencia de lo que habían hecho otros roqueros estadounidenses como Jerry Lee Lewis. Ciertamente en 1957 Elvis había dado un concierto en Canadá (única presentación suya fuera de los EE. UU.), pero ello fue posible porque Parker no necesitaba presentar allí un pasaporte estadounidense para entrar a territorio canadiense. 
En realidad, Parker carecía de pasaporte porque jamás había solucionado su situación de inmigrante ilegal en Estados Unidos; ello causaba que el mánager temiera viajar fuera de los EE. UU. y ser arrestado a su retorno, o inclusive deportado a los Países Bajos. Ya en 1960 familiares de Parker le habían reconocido en su patria por fotografías publicadas en la prensa neerlandesa y en 1961 había recibido discretamente en Los Ángeles a su hermano Adam van Kuijk. Ante ello, Parker logró convencer a Elvis que un concierto en el extranjero sería arriesgado por temas de seguridad personal, y que fuera de los EE. UU. no hallaría escenarios adecuados para una estrella de su fama.

### Retorno a la cima
Parker aceptó que la solución sería un retorno a las grandes presentaciones en vivo, eligiendo la televisión para que Elvis grabase un especial. La idea de Parker era repetir el esquema de la década de 1950, con Elvis cantando ante las cámaras y mostrando al fondo solamente su orquesta, aprovechando la cercanía de la Navidad de 1968 para que Elvis interpretase una serie de canciones navideñas. Pero el productor Steve Binder propuso otra opción: que Elvis interprete sus grandes éxitos del rock en lugar de temas navideños, pero con una escenografía y vestuario especiales para la ocasión. Parker inicialmente rechazó el proyecto de Binder, pero poco después el mismo Elvis insistió en seguir adelante con la idea, consciente de que sólo una lujosa y muy cuidada presentación televisiva le devolvería protagonismo en la escena musical.
Parker aceptó al final que Elvis ejecutase la presentación en diciembre de 1968, aunque dudaba muchísimo sobre su éxito. El resultado fue un show titulado Elvis grabado en los estudios de la NBC. La presentación televisiva resultó un éxito inmediato: no sólo consiguió el aplauso de la crítica musical sino que devolvió el nombre de Elvis a la popularidad masiva, incluso ganándole nuevos admiradores. Tras ver la grabación final, Parker aceptó que el plan de Binder había sido el adecuado, pero durante años rehusó admitirlo en público.     
Después del especial de diciembre de 1968, Parker logró que Elvis volviera a dar presentaciones en vivo, pero centrando éstas en los escenarios de Las Vegas mediante una escenografía lujosa y especialmente preparada para él, mientras convencía a Presley de subir sus honorarios de mánager a casi un 50% de las rentas ganadas por Elvis, alegando que en verdad éste era el único cliente de Parker. Las presentaciones en vivo en Las Vegas se sucedieron a lo largo de 1969 y 1970 con notable éxito, volviendo Elvis a la cima de la fama en el rock and roll y retornando al nivel de ingresos de sus mejores años de celebridad. Parker logró pactar un contrato con el Hotel Hilton de Las Vegas para que Elvis realizase allí conciertos por un mes completo, a cambio de $125.000 semanales, suma elevadísima para la época tratándose de un solo artista y no de un grupo.
En julio de 1972, inspirado tras la visita de Richard Nixon a la República Popular China, Parker informó que Elvis daría un gran concierto en vivo en Hawái para ser retransmitido a todo el mundo mediante televisión por satélite. El concierto se realizó en enero de 1973 con el nombre de Aloha from Hawaii y fue el último gran éxito musical para Elvis Presley, aunque el especial televisivo tuvo como principal inconveniente la diferencia horaria entre Hawái y las ciudades de la costa este de los EE. UU. (a cinco husos horarios de distancia), por lo que se decidió presentarlo en diferido esperando hasta el mes de abril, momento en que los índices de audiencia en ese país eran más altos de lo que hubieran sido en enero. El show de Hawái resultó un éxito de audiencia como lo había sido el especial de Navidad en 1968, fue visto por 50 millones de telespectadores en los EE. UU. y por un total de más de 1000 millones en el resto del mundo.  
Después de este momento de esplendor, la salud física de Presley entró en franca decadencia en los siguientes cuatro años. Desde mediados de 1973 Elvis empezó a subir de peso aceleradamente, y comenzó su adicción a fármacos tranquilizantes, al punto que impedían sus actuaciones en vivo donde a veces quedaba imposibilitado de cantar o farfullaba las letras de sus canciones. Tal problema impidió a Parker mantener el ritmo de presentaciones en Las Vegas, dañando gravemente su esquema de negocio cuidadosamente planificado; ante el evidente deterioro de Elvis en su condición física, Parker eventualmente debió permitir que su único cliente volviera a su residencia de Graceland, dedicándose solamente a percibir sus regalías de RCA pero sin volver a las grabaciones.

## Sobreviviendo a Elvis
Elvis Presley murió repentinamente en Graceland el 16 de agosto de 1977, y Parker trató de continuar administrando su patrimonio, aunque fracasó en tal empeño debido a conflictos legales con los administradores del patrimonio del artista y contra Priscilla Presley, exesposa del cantante y madre de Lisa Marie Presley, única hija y heredera de Elvis nacida en 1968. Parker fue acusado de despilfarrar los ingresos de Elvis y de cobrar unos honorarios demasiado altos (casi el 50% de las rentas de Elvis), mientras que el costo de mantener la enorme finca de Presley en Graceland consumía casi todas las regalías de Elvis. 
Desde 1979 varios administradores elegidos por Priscilla Presley en nombre de su hija acusaron a Parker de haber concluido un pésimo negocio con RCA en 1973 por vender las regalías de las canciones de Elvis anteriores a dicho año por apenas 5.4 millones de dólares, precio considerado como muy bajo al considerar que precisamente ese contrato afectaba al periodo de mayor creatividad y fama de Presley, lo cual afectaba negativamente al patrimonio que quedaba para Lisa Marie.  
La nueva administración del patrimonio de Elvis quedó completamente en manos de su hija en 1980 mediante una sentencia judicial definitiva, dejando de lado a Parker para todo efecto legal y poniendo fin oficial a sus funciones de administrador, aunque en los hechos Priscilla Presley ya ejecutaba esas funciones hacía unos años como madre de la única heredera de Elvis. Por decisión judicial, todos los derechos sobre las regalías pasaron a Lisa Marie Presley, representada por su madre al ser aún menor de edad, quedando Priscilla Presley con plenas facultades legales para designar administradores del patrimonio de la menor. 
El hecho que Parker tuviera a Elvis como único cliente dificultó mucho la situación financiera del ex mánager, y en 1981 Parker fue llevado a juicio por Priscilla Presley, acusándolo de daños y perjuicios por "administración negligente" que habría causado serias pérdidas financieras a Elvis. El litigio duró hasta 1983 e inclusive Parker trató de invocar su calidad de ciudadano neerlandés ante la corte, pero tal alegato fue rechazado debido a sus documentos de enrolamiento militar donde renunciaba a su anterior ciudadanía; el pleito acabó en un acuerdo extrajudicial: Parker recibió poco más de 2 millones de dólares a cambio de renunciar a todo derecho posterior sobre las regalías de Elvis o ingresos generados por el patrimonio del artista, además de renunciar a todo reclamo financiero futuro contra los herederos de Elvis.
Parker siguió viviendo en la misma suite que había ocupado en el Hilton de Las Vegas, la misma que ocupaba desde que trabajaba con Elvis en los años 70. Inclusive, Parker aceptó trabajar para la cadena Hilton como "consultor" y relacionista público informal, aprovechando su fama, pero el abuso en los juegos de azar de Parker motivó que en 1984 fuera desalojado del hotel cuando sus deudas contraídas en el casino del Hilton aumentaron en exceso.

## Últimos años
Con el paso de los años, las relaciones de Parker con los herederos de Elvis se hicieron menos hostiles, así apareció en la presentación de los sellos de correos en homenaje a Elvis que emitió el servicio postal de EE. UU. en 1993, e inclusive Priscilla Presley le invitó a algunos eventos conmemorativos en la mansión de Graceland. Su esposa había fallecido en 1986 víctima de demencia senil, y en 1990 se casaba con su asistente personal.
El elevado interés del gran público y de los mass media por la obra y persona de Elvis Presley, hasta extremos rayanos en la obsesión, motivó que Parker comentara en 1993 “No pienso que exploté a Elvis tanto como lo están explotando hoy”. También comentó negativamente en 1994 sobre la boda de Lisa Marie Presley con Michael Jackson, afirmando que Elvis no habría aprobado tal enlace. Ese mismo año concedió una amplia entrevista a la prensa televisiva de Países Bajos, expresándose en perfecto neerlandés.
Desde 1994 Parker cesó sus apariciones públicas por motivos de enfermedad, al punto que no podía salir de su casa al sufrir de diabetes y ácido úrico. Parker sufrió un ataque cardíaco el 20 de enero de 1997 en su apartamento de Las Vegas y murió al día siguiente, a la edad de 87 años.

## Cine
- Fue interpretado por Pat Hingle en el telefilme Elvis de 1979, dirigido por John Carpenter y protagonizado por Kurt Russell.
- Randy Quaid interpretó al mánager en la miniserie de 2005 que retrata los primeros años de la carrera del músico.
- En 2022 Tom Hanks interpretó a Tom Parker en la película Elvis, protagonizada por Austin Butler.[4][5]